# 28 Semaines plus tard
Série 28 Jours plus tard
28 Jours plus tard
(2002) 28 Ans plus tard
(2025)
Pour plus de détails, voir Fiche technique et Distribution.
28 Semaines plus tard (28 Weeks Later) est un film d'horreur et de science-fiction post-apocalyptique hispano-britannique réalisé par Juan Carlos Fresnadillo et sorti en 2007. Second volet de la série, il fait suite à 28 Jours plus tard de Danny Boyle, sorti en 2002.
Un troisième film, 28 Ans plus tard, sort en 2025. Celui-ci doit être le premier d'une nouvelle trilogie qui se poursuivra avec 28 Years Later: The Bone Temple (2026).

## Synopsis
Quelque temps après le début de l'épidémie, la quasi-totalité de la population du Royaume-Uni a été contaminée par le « virus de la fureur ».
Un groupe composé de Don, sa femme Alice, Karen et Jacob se sont barricadés dans une maison de campagne appartenant à un couple de personnes âgées, Sally et Geoff, afin d'échapper à une infection incurable et virulente qui transforme en quelques secondes les personnes contaminées en tueurs fous furieux. Mais alors que les survivants passent à table, un jeune garçon apeuré frappe à leur porte. Malgré la menace extérieure, les rescapés le laissent entrer. Karen, qui attend désespérément le retour de son petit ami Sam, se fait mordre au bras par un contaminé et attaque Jacob, mais Don le sauve en tuant Karen. De nombreux contaminés pénètrent alors de force dans la maison et attaquent le groupe. Don essaye tant bien que de mal de retenir les contaminés avec un pied de biche. Geoff essaye de retenir la porte pour permettre à sa femme et Jacob de s'échapper, mais il se fait lui aussi mordre. Sally essaye de rejoindre Jacob, mais se fait attraper par les contaminés et est tuée. Don essaye de convaincre Alice de laisser le garçon et de partir avec lui, mais est obligé de les abandonner (malgré les supplications de sa femme de les aider), après que les contaminés aient envahi la chambre. Pendant sa fuite et poursuivi par les contaminés, il ne peut que voir impuissant sa femme et le petit garçon se faire attraper par les contaminés. Il retrouve Jacob près de la rivière et monte dans le bateau, mais ce dernier se fait mordre et attaque Don, puis meurt en se faisant déchiqueter par les hélices du bateau. Don parvient ainsi à s'enfuir. 
Vingt-huit semaines après le début de la contamination, tous les individus infectés sont considérés morts de disette et l'épidémie est officiellement terminée : des civils britanniques sont donc rapatriés pour un plan de réinvestissement et installés dans une zone sécurisée de Londres gérée par des militaires de l'OTAN. Les forces de l'OTAN sous commandement américain organisent le repeuplement sous la supervision du général Stone.
Tous les nouveaux arrivants passent une visite médicale avec le médecin-major Scarlet Levy, qui note qu'Andy a les yeux vairons (de couleurs différentes), un trait génétique hérité d'Alice. Don, qui a survécu, a récupéré ses enfants, Tammy et Andy, partis en voyage scolaire en Espagne. Partagé entre la joie des retrouvailles et la douleur de la perte d'Alice, Don et ses enfants espèrent un nouveau départ dans la zone sécurisée. Les enfants, voulant récupérer des affaires dans leur ancienne maison, s'y rendent en déjouant la vigilance des patrouilles et ont la surprise d'y découvrir leur mère, bien vivante, mais complètement désorientée. Doyle, un sniper en poste sur les toits les ayant vu quitter la zone sécurisée, a envoyé l'armée pour les récupérer. Les enfants sont enfermés et Alice est interrogée et subit une batterie de tests, qui révèlent qu'elle est un porteur sain du virus. Elle ne présente pas de symptômes agressifs mais ses yeux sont rougis, et elle reste extrêmement contagieuse. Placée en isolement, elle est rapidement condamnée à mort par le général, qui ne veut prendre aucun risque, malgré l'insistance de Scarlet de pouvoir trouver un vaccin. 
Don, qui avait toujours affirmé à ses enfants que leur mère avait été tuée, est rongé par la culpabilité. Ne sachant rien de son extrême contagiosité, il déjoue un soir la sécurité pour aller la retrouver. Don s'excuse auprès de sa femme pour l'avoir abandonnée et dit qu'il l'aime et l'embrasse. Mais le baiser infecte Don qui massacre Alice avant de s'en prendre aux militaires en faction. Le général Stone et son état-major s'enferment dans un bunker et déclenchent alors le code rouge et l'alerte est rapidement donnée. Les civils sont donc confinés dans un parking souterrain, dont Andy, qui a été séparé de sa sœur et de Scarlet. Andy aperçoit alors son père, qui, pris d'une fureur incontrôlable, parvient à entrer dans le parking souterrain, et contamine une grande partie de ses occupants, mais Andy parvient à lui échapper en passant par les conduits d'aération. Le général Stone ordonne d'abord la liquidation des contaminés, avant de prendre brutalement conscience de la panique de la foule et de la difficulté de différencier les contaminés des non-infectés. Il ordonne alors la liquidation de toute la population, contaminée ou pas. 
Prise sous les feux des militaires qui tirent désormais à vue, Andy se réfugie dans un magasin occupé par des rescapés et retrouve sa sœur (en lui révélant que leur père a été contaminé, ce qui attriste Tammy) et Scarlet et sont rejoints par Doyle, qui a préféré abandonner son poste. Sachant que le plan du général prévoit le bombardement de la ville au napalm, les rescapés décident alors de tenter leur chance en quittant le centre-ville. Leur plan doit les mener jusqu'à un hélicoptère qui pourra, pense Doyle, évacuer une partie d'entre eux mais durant la fuite, deux survivants sont abattus par un sniper et Scarlet est blessée à la jambe mais grâce à une diversion d'Andy, Doyle parvient à abattre le sniper et le groupe parvient à éviter in extremis le napalm en passant par un tunnel. Le feu tue la majorité des contaminés, mais Don et d'autres infectés réussissent à s'en tirer en passant par les tunnels du métro.
Le jour suivant Andy, Tammy, Doyle, Scarlet et Sam atteignent un parc et se reposent. Doyle explique à Scarlet la raison de sa désertion : voyant que la situation était totalement hors de contrôle et qu'Andy était dans sa fenêtre de tir, il a préféré aider le garçon, qui était alors "une cible de trop". Scarlet l'informe que les enfants d'Alice détiennent probablement la clé d'un vaccin grâce à leur sang hérité de leur mère et que la survie des deux enfants passe avant la sienne. Poursuivis par des contaminés, Sam tente de monter dans l'hélicoptère de Flynn mais reçoit du sang de contaminé et tombe de l'hélicoptère après que Flynn a tué une grande partie des contaminés en les déchiquetant avec les hélices. L'armée passe alors les ruines de la ville au gaz asphyxiant, et Doyle (après avoir réussi à faire démarrer une voiture en la poussant) meurt brûlé vif par des soldats nettoyant les rues au lance-flammes.
Scarlet et les enfants réussissent à semer un hélicoptère de combat et tentent alors de rejoindre le stade de Wembley en passant par le métro, mais Don leur tend une embuscade, tue Scarlet et mord Andy qui, comme sa mère, ne développe pas de symptôme agressif mais devient un porteur sain. Tammy réussit à abattre Don et part avec Andy à la rencontre de Flynn qui les conduit en France.
Vingt-huit jours plus tard, un appel de détresse à la radio émerge de l'hélicoptère abandonné de Flynn. Une horde de contaminés surgit d'une station de métro et passe devant la tour Eiffel. 

## Fiche technique
- Titre original : 28 Weeks Later
- Titre français et québécois : 28 Semaines plus tard
- Réalisation : Juan Carlos Fresnadillo
- Scénario : Rowan Joffé, Juan Carlos Fresnadillo, Enrique López Lavigne et Jesús Olmo
- Musique : John Murphy
- Direction artistique : Patrick Rolfe et Denis Schnegg
- Décors : Mark Tildesley (en)
- Costumes : Jane Petrie (en)
- Photographie : Enrique Chediak (en)
- Son : Ian Tapp, Andrew Caller, Detlef Halaski et Brendan Nicholson
- Montage : Chris Gill (de)
- Production : Andrew Macdonald, Enrique López Lavigne (es) et Allon Reich
- Production déléguée : Danny Boyle et Alex Garland
- Coproduction : Bernard Bellew
- Sociétés de production[1] :
  - Royaume-Uni : DNA Films, UK Film Council et Figment Films
  - États-Unis : Fox Atomic (en)
  - Espagne : Sogecine et Koan Films
- Sociétés de distribution :
  - Monde : Twentieth Century Fox (tous médias)
  - Royaume-Uni : 20th Century Fox
  - France : 20th Century Fox France[2]
  - États-Unis : Fox Searchlight Pictures et Fox Atomic
- Budget : 15 millions de $[3]
- Pays de production :  Royaume-Uni,  Espagne
- Langue originale : anglais
- Format[4] : couleur (Technicolor) / (DeLuxe) — 16 mm / 35 mm / vidéo (DV) — 2,35:1 — son DTS | Dolby Digital | SDDS
- Genre : science-fiction post-apocalyptique, horreur, drame et thriller
- Durée : 100 minutes
- Dates de sortie[5] :
  - Royaume-Uni : 6 mai 2007 (Festival du film de science-fiction de Londres) ; 11 mai 2007 (sortie nationale)
  - Canada : 11 mai 2007
  - Espagne : 29 juin 2007
  - France : 26 août 2007 (Festival international Week end de la peur) ; 19 septembre 2007 (sortie nationale)
  - Belgique, Suisse romande[6] : 19 septembre 2007
- Classification[7] :
  - Royaume-Uni : interdit aux moins de 18 ans (18 - Suitable only for adults)[8].
  - Espagne : déconseillé aux enfants de moins de 18 ans[9].
  - France : interdit aux moins de 12 ans (visa d'exploitation no 117926 délivré le 18 juillet 2007)[10],[2],[Note 3].

## Distribution
- Imogen Poots (V. F. : Bénédicte Bosc) : Tammy
- Robert Carlyle (V. F. : Éric Herson-Macarel) : Don
- Rose Byrne (V. F. : Françoise Cadol) : Scarlet
- Jeremy Renner (V. F. : Pierre-Olivier Mornas) : le sergent Doyle
- Harold Perrineau (V. F. : Daniel Njo Lobé) : Flynn
- Catherine McCormack (V. F. : Emmanuèle Bondeville) : Alice
- Idris Elba (V. F. : Jean-Paul Pitolin) : le général Stone
- Mackintosh Muggleton (V. F. : Louis Lecordier) : Andy
- Amanda Walker (en) : Sally
- Garfield Morgan (en) (V. F. : Michel Laroussi) : Geoff
- Shahid Ahmed : Jacob
- Raymond Waring (en) (V. F. : Vincent de Boüard) : Sam
- Emily Beecham : Karen
- Philip Scott : Jason

Source et légende : Version française (V. F.) sur Voxofilm et RS Doublage

## Production

### Genèse et développement
Après le succès international de 28 Jours plus tard, le réalisateur Danny Boyle, le producteur Andrew Macdonald et le scénariste Alex Garland envisagent l'idée d'une suite. Andrew Macdonald déclare : « Nous avons été assez surpris par le succès phénoménal du premier film, en particulier aux États-Unis. Nous avons vu une opportunité de faire un deuxième film qui avait déjà un public intégré. Nous avons pensé que ce serait une excellente idée d'essayer et satisfaire à nouveau ce public. »
En mars 2005, il est cependant annoncé que Danny Boyle ne sera pas derrière la caméra car il est engagé sur Sunshine (2007), mais il demeure lié au film comme producteur délégué. Il est annoncé que l'intrigue tournera autour des conséquences du premier film et qu'elle impliquera l'armée américaine « déclarant que la guerre contre l'infection était gagnée et que la reconstruction du pays pouvait commencer. » Danny Boyle révèle ensuite que le réalisateur espagnol Juan Carlos Fresnadillo va le remplacer. Danny Boyle justifie ce choix en expliquant qu'il avait notamment adoré son film Intacto (2001). Le réalisateur n'avait d'ailleurs plus réalisé de long métrage depuis ce dernier et avait principalement officié sur des publicités.
Juan Carlos Fresnadillo estime ensuite que l'intrigue impliquant une famille dans le scénario original de Rowan Joffé est sous-développée. Il décide donc de faire appel à ses collaborateurs Enrique López-Lavigne et Jesús Olmo pour le réécrire. Bien que Fresnadillo et López-Lavigne n'aient pas été impressionnés par la version initiale, ils ont trouvé que le concept de la famille « essayant de recommencer après la première épidémie » était un aspect utilisable, décidant de le conserver dans la version réécrite. La réécriture a pris près d'un an. Scénariste du premier film, Alex Garland participe également au scénario.

### Attribution des rôles
En mars 2005, Danny Boyle annonce que la distribution sera constituée de nouveaux acteurs, alors que ceux du premiers films (Cillian Murphy, Megan Burns et Naomie Harris) sont pris par d'autres projets. En septembre 2006, Robert Carlyle, Rose Byrne, Catherine McCormack, Harold Perrineau, Imogen Poots, Idris Elba, Mackintosh Muggleton ou encore Jeremy Renner sont annoncés dans la suite.
Même si leurs rôles étaient modestes, tous les figurants jouant des infectés ont reçu  formation artistique basée sur le mouvement, incluant des professions telles que le ballet, la danse, la gymnastique, le cirque et le mime.

### Tournage

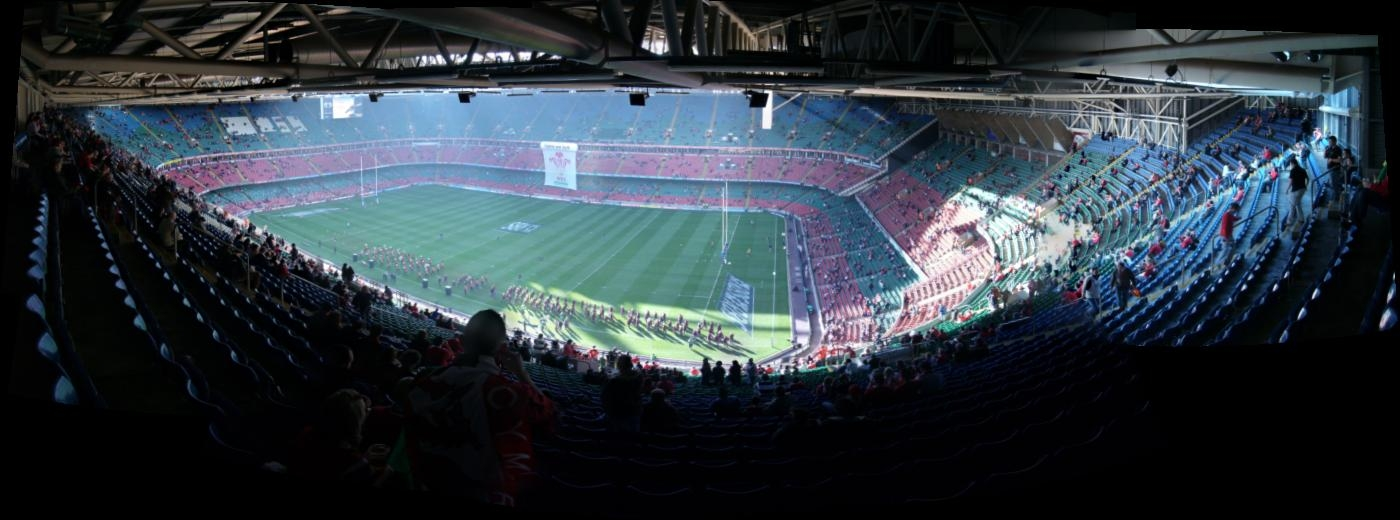
Le Millenium Stadium à Cardiff a servi de décor au film censé se dérouler au Wembley Stadium de Londres.

Le tournage débute en septembre 2006 à Londres. La plupart des prises de vues se déroulent à Canary Wharf sur l'Île aux Chiens.
L'équipe tourne également à Londres et dans les 3 Mills Studios (en) à Stratford. Les scènes dans le Stade de Wembley sont tournées dans le Millennium Stadium à Cardiff au pays de Galles. Des prises de vues aériennes sont réalisées près de Douvres dans le Kent.

## Sortie et accueil

### Box-office
| Pays ou région     | Box-office      | Date d'arrêt du box-office | Nombre de semaines |
| ------------------ | --------------- | -------------------------- | ------------------ |
| France             | 313 465 entrées | -                          | -                  |
| États-Unis, Canada | 28 638 916 $    | 16 août 2007               | 14                 |
| Total mondial      | 65 048 678 $    | -                          | -                  |

## Distinctions
Entre 2007 et 2008, 28 Semaines plus tard a été sélectionné 19 fois dans diverses catégories et a remporté 3 récompenses.

### Distinctions 2007
| Festivals de cinéma                                                      | Catégorie / Récompense                      | Nommé(es) / Lauréat(es) | Nommé(es) / Lauréat(es) |
| ------------------------------------------------------------------------ | ------------------------------------------- | ----------------------- | ----------------------- |
| Festival international du film fantastique de Neuchâtel                  | Meilleur long métrage                       | Juan Carlos Fresnadillo | Nomination              |
| Prix du cinéma indépendant britannique                                   | Meilleur espoir                             | Imogen Poots            | Nomination              |
| Prix du cinéma indépendant britannique                                   | Meilleure réalisation technique             | Enrique Chediak         | Nomination              |
| Prix Fright Meter (Fright Meter Awards)                                  | Meilleur film d'horreur                     | 28 Semaines plus tard   | Nomination              |
| Prix Fright Meter (Fright Meter Awards)                                  | Meilleur réalisateur                        | Juan Carlos Fresnadillo | Nomination              |
| Prix Rondo Hatton horreur classique (Rondo Hatton Classic Horror Awards) | Meilleur film                               | Juan Carlos Fresnadillo | Nomination              |
| Prix Schmoes d'or (Golden Schmoes Awards)                                | Meilleur film d'horreur de l'année          | 28 Semaines plus tard   | Nomination              |
| Prix Schmoes d'or (Golden Schmoes Awards)                                | Meilleur film de science-fiction de l'année | 28 Semaines plus tard   | Nomination              |
| Prix Schmoes d'or (Golden Schmoes Awards)                                | La plus grande surprise de l'année          | 28 Semaines plus tard   | Nomination              |
| Prix Scream                                                              | Prix Scream du Meilleur film d'horreur      | 28 Semaines plus tard   | Lauréat                 |
| Prix Scream                                                              | The Ultimate Scream (Meilleur film)         | 28 Semaines plus tard   | Nomination              |
| Prix Scream                                                              | Meilleure suite                             | 28 Semaines plus tard   | Nomination              |
| Prix Scream                                                              | Scène de l'année "Jump-From-Your-Seat"      | 28 Semaines plus tard   | Nomination              |

### Distinctions 2008
| Festivals de cinéma                            | Catégorie / Récompense                 | Nommé(es) / Lauréat(es)                          | Nommé(es) / Lauréat(es) |
| ---------------------------------------------- | -------------------------------------- | ------------------------------------------------ | ----------------------- |
| Festival du cinéma espagnol de Malaga          | Prix Eloy de la Iglesia                | Juan Carlos Fresnadillo et Enrique López Lavigne | Lauréat                 |
| Prix BET                                       | Meilleur acteur                        | Idris Elba                                       | Nomination              |
| Prix de la bande-annonce d'or                  | Meilleur spot TV d'horreur             | 28 Semaines plus tard                            | Nomination              |
| Prix de la bande-annonce d'or                  | Meilleure affiche de film d'horreur    | 28 Semaines plus tard                            | Nomination              |
| Prix du cinéma britannique du Evening Standard | Meilleure réalisation technique        | Chris Gill                                       | Nomination              |
| Prix Empire                                    | Prix Empire du Meilleur film d'horreur | 28 Semaines plus tard                            | Lauréat                 |

## Suite
En 2007, après la sortie du film, la rumeur d'un troisième volet (alimentée par la fin en suspens du second) apparaît. Danny Boyle confirme la rumeur en annonçant que l'idée d'un scénario d'une suite existe sans préciser de détail supplémentaire.
En octobre 2010, lors de la sortie de 127 Heures, le producteur et scénariste Alex Garland, devenu réalisateur entre-temps avec Ex machina, annonce que les droits du film sont partagés entre deux groupes qui sont en conflit et, qu'en l'état, une suite n'est pas envisageable, tandis que Boyle affirme qu'il sera bel et bien le réalisateur de l'éventuelle suite, dont le titre sera 28 Mois plus tard.
En avril 2013, au moment de la promotion de Trance, Alex Garland laisse entendre qu'avec Danny Boyle ils s'étaient à nouveau penchés sur le projet et avaient évoqué « une idée » pour faire démarrer le film.
En janvier 2015, Garland confirme une volonté de concrétiser le troisième opus, huit ans après le second, avec Danny Boyle et le producteur Andrew Macdonald.
Plus de dix ans après la sortie de ce second volet, en juin 2019 Danny Boyle, annonce qu'une suite est en préparation et qu'il y travaille avec Alex Garland, le scénariste du premier volet. En janvier 2024, Danny Boyle est annoncé à la réalisation d'un troisième opus, qui pourrait être le premier d'une nouvelle trilogie. Le 4e film, 28 Years Later: The Bone Temple, est réalisé par Nia DaCosta et tourné juste après le 3ème film,,.

## Autour du film
- En juillet 2006, Fox Atomic Comics (en) et HarperCollins ont annoncé qu'ils prévoyaient de publier, au printemps 2007, un comic intitulé 28 Days Later: The Aftermath. Ceci pour permettre de faire le lien entre les deux premiers volets, à savoir 28 Jours plus tard et 28 Semaines plus tard.
- Une première bande-annonce, présentée par le réalisateur Juan Carlos Fresnadillo, a été montrée au festival The Carnivals of Lost Souls, un évènement virtuel préparé par Fox Atomic (en) durant Halloween 2006.
- Le Stade de Wembley, inauguré moins de deux mois avant la sortie du film, y apparaît bien qu'à l'abandon, entièrement construit. Or, sa construction effective n'a commencée qu'à partir de 2003, après le début supposé de la contamination selon la chronologie des deux opus. Si les scènes autour du stade ont bien été tournées aux abords de Wembley, c'est en fait dans le Millenium Stadium[34] de Cardiff qu'ont été tournées les scènes à l’intérieur du stade.